# Зал для пресс-брифингов имени Джеймса С. Брейди

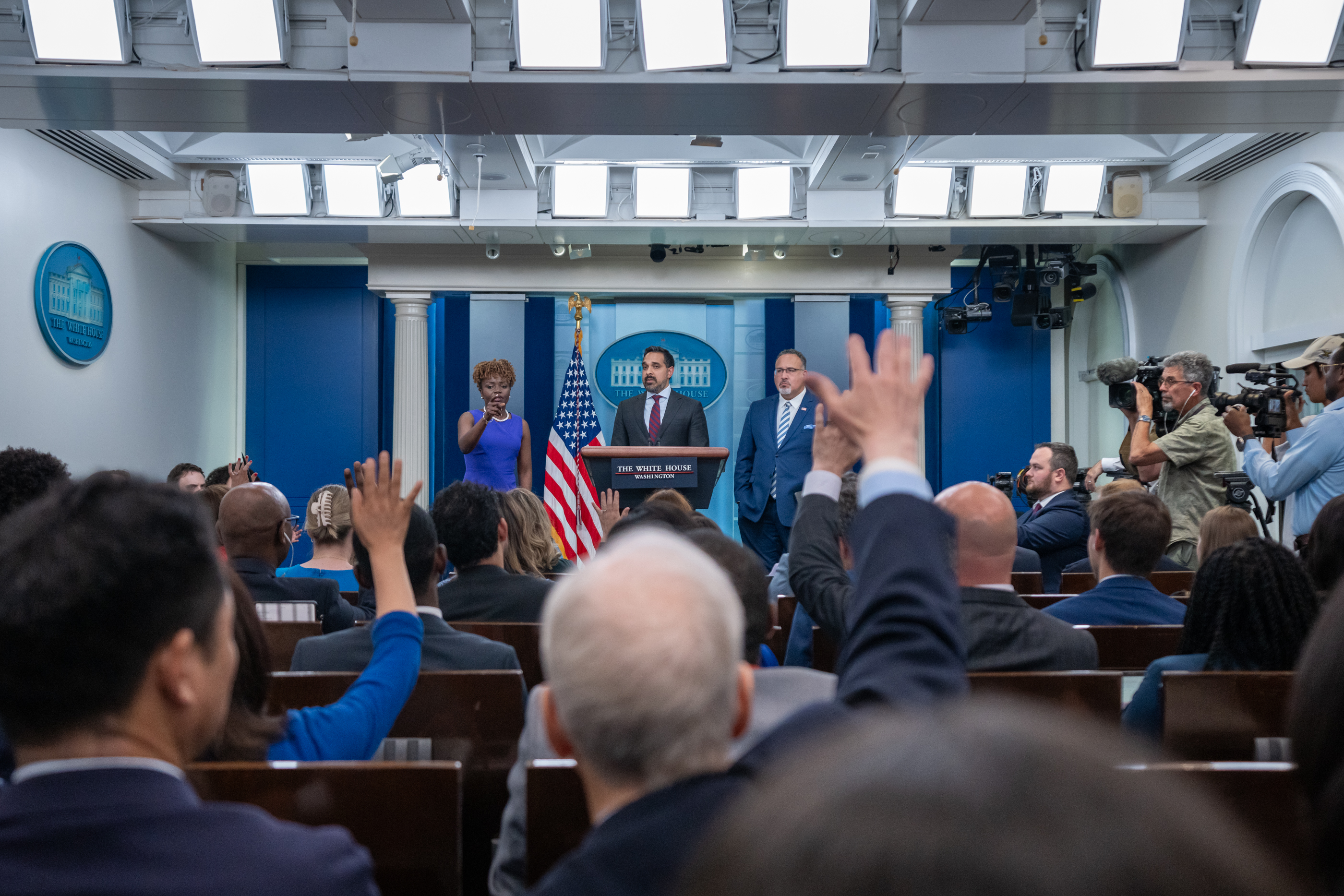
Пресс-секретарь Карин Жан-Пьер, министр образования Мигель Кардона и заместитель директора Национального экономического совета Бхарат Рамамурти отвечают на вопросы в июне 2023 года

Зал для пресс-брифингов имени Джеймса Брейди — это небольшой зал в Западном крыле Белого дома, где пресс-секретарь Белого дома проводит брифинги для средств массовой информации, а Президент Соединённых Штатов иногда выступает перед прессой и народом. Он расположен между рабочим пространством, выделенным для корпуса журналистов Белого дома, и кабинетом пресс-секретаря.

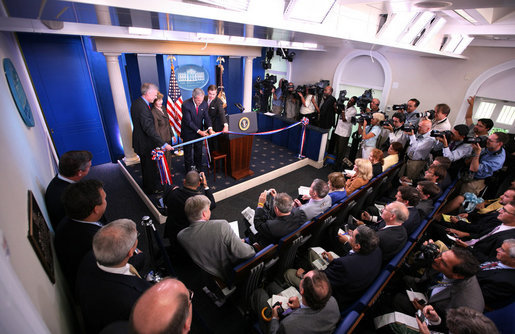
Президент Джордж Уокер Буш участвует в открытии нового зала для брифингов Брейди 11 июля 2007 года

Ассоциация корреспондентов Белого дома организовала распределение мест в зале для пресс-брифингов (см. в нижней части этой страницы), где в настоящее время могут разместиться 49 журналистов.

## История
Первая президентская пресс-конференция состоялась в марте 1913 года в Овальном кабинете во время правления Вудро Вильсона. Затем, вплоть до 1969 года, президент выступал с обращениями и проводил пресс-конференции в разных местах, в том числе в зале для переговоров с индейцами, аудитории Госдепартамента и Восточной комнате Белого дома.
В 1969 году, чтобы разместить растущее число журналистов, аккредитованных в Белом доме, президент Ричард Никсон распорядился накрыть крытый бассейн, который был построен организацией «March of Dimes» для Франклина Рузвельта, и превратить его в пресс-центр и комнату отдыха, которую можно было использовать как зал для брифингов.
С августа по ноябрь 1981 года в зале был проведён ремонт стоимостью 160 566 долларов после того, как Управление общих служб обнаружило, что крыша террасы над пресс-центром вот-вот обрушится. Там устраивали вечеринки первые семьи. Корпуса прессы Белого дома перевели во временное помещение на четвёртом этаже в аудитории Старого административного здания. Были добавлены 48 кресел в театральном стиле, сине-белые ковровые покрытия от стены до стены, белые стеновые панели и более высокая трибуна. 9 ноября 1981 года президент Рональд Рейган и пресс-секретарь Белого дома Джеймс Брейди перерезали красно-бело-синюю ленту, чтобы открыть обновлённое здание. Это было первое официальное появление Брэди в Белом доме после того, как он был ранен 30 марта во время покушения на Рональда Рейгана.

В 2000 году в его честь зал был переименован в «Зал для пресс-брифингов имени Джеймса С. Брейди». 

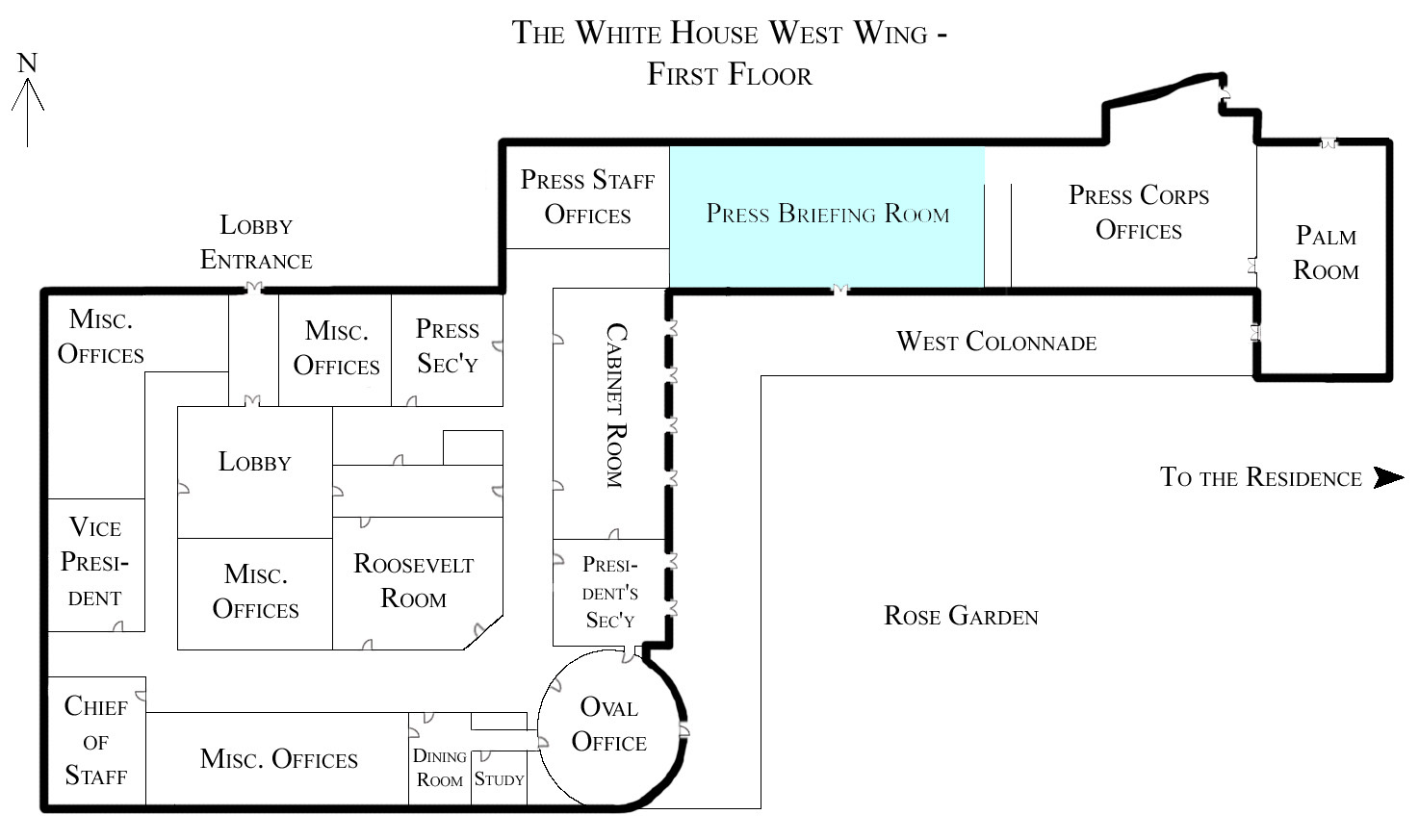
Карта Западного крыла Белого дома с залом для пресс-брифингов имени Джеймса Брейди, выделенным синим цветом

### Ремонт
В декабре 2005 года Белый дом объявил о намерении отремонтировать устаревший зал для брифингов с прессой и тесные кабинеты для сотрудников пресс-службы. 2 августа 2006 года состоялся последний брифинг, и Президент Джордж У. Буш принял нескольких бывших пресс-секретарей на церемонии закрытия. Были некоторые сомнения и опасения по поводу того, разрешат ли прессе вернуться в Белый дом. Тем временем конференц-центр Белого дома использовался в качестве временного места проведения пресс-конференций.
Президент Буш вновь открыл отремонтированный зал на церемонии перерезания ленточки утром 11 июля 2007 года. На следующий день он провел свою первую официальную пресс-конференцию в новом зале для брифингов после публикации отчета о прогрессе иракского правительства. Модернизация обошлась почти в 8,5 миллионов долларов США. Из этой суммы 2,5 миллиона долларов были профинансированы средствами массовой информации, а остальная часть была профинансирована за счет налоговых поступлений. Место каждого корреспондента стоило 1500 долларов. Под нынешним залом для пресс-конференций находится бывший бассейн Белого дома, который с тех пор стал компьютерной серверной комнатой.